# Lac Cari Lauquen
Le lac Cari Lauquen est un lac argentin situé à la frontière entre les provinces de Mendoza et de Neuquén. Il se trouve sur le trajet du río Barrancas, cours supérieur du río Colorado.
Son nom d'origine mapuche signifie en langue mapudungun grande quantité d'eau verte (où « Cari » = vert et « lauquen » = grande quantité d'eau).
Le 30 décembre 1914, la digue naturelle frontale (née jadis d'un effondrement montagneux) du lac céda partiellement et ses eaux se vidèrent presque complètement, ce qui causa une grande catastrophe. Une masse d'eau que certains ont estimé à 1,55 milliard de tonnes (mais d'autres parlent de 3 milliards) se précipita en aval et parcourut une distance de 1 000 kilomètres jusqu'à l'océan Atlantique emportant tout sur son passage et faisant de nombreuses victimes dans une population heureusement fort clairsemée. On dénombra ainsi plus de 300 morts dans une zone éloignée (Hermanns et al. 2004).

## Étymologie
Cari Lauquen en langue mapudungun est composé des vocables karü (vert) et lafquen (lac) et signifie donc « lac vert ».

## Cause de la catastrophe
On a attribué la cause d'un tel effondrement à l'effet cumulatif séculaire de l'activité sismique. Mais cette activité est assez modérée dans la région, ce qui rend l'explication pour le moins douteuse.
Une autre hypothèse avec de plus grandes probabilités d'être exacte, consiste à mettre en cause l'utilisation de plus en plus grande des eaux des cours d'eau andins dans la région du Cuyo. L'effondrement en serait une conséquence indirecte. En effet la trop grande utilisation des eaux a entrainé un dessèchement progressif des grandes lagunes comme les lagunas de Guanacache (à l'origine du río Desaguadero) et celles du río Atuel, ainsi que d'autres grands réservoirs superficiels, mais aussi et surtout souterrains, dans les régions du Cuyo, et spécialement du Comahue. Il est dès lors probable que cela ait provoqué un déséquilibre géologique régional, ce qui a facilité l'effondrement de la digue naturelle frontale qui retenait le lac Cari Lauquén. 
Pour le professeur Ricardo Rocca, de l'université de Córdoba, la rupture du barrage naturel était inévitable. En effet, l'analyse des débris de la catastrophe montre que le barrage naturel avait été formé il y a moins de 427 ans, à la suite d'un énorme glissement de terrain qui avait barré la vallée, donc le cours du fleuve. En clair, une montagne s'était effondrée dans la vallée, barrant le cours d'eau. Procédant par analogie (avec le lac Sarez au Tadjikistan formé de la même manière), il estime que tous les barrages naturels de ce type (formés par glissement de terrain) sont instables et destinés à céder. Cela peut durer des siècles, mais cela doit arriver tôt ou tard.

## Situation actuelle
Le grand lac Cari Lauquen diminua donc brutalement de volume en 1914, et il ne resta plus à sa place qu'un petit lac toujours présent. Cependant il est certain que cette catastrophe peut se reproduire ailleurs, partout où des lacs ont été formés par glissement de terrain ou effondrement de montagnes.

## Ne pas confondre avec le lac Carilafquén
Le lac Carilafquén est un petit lac glaciaire situé au sein du parc national Lanín, donc quelque 400 kilomètres plus au sud. Ce dernier appartient au système lacustre du lac Huechulafquen, et se trouve à 3 km de la frontière chilienne, immédiatement à l'ouest du lac Epulafquen, dans lequel se jette son émissaire. 

## Source
- (es) La dangerosité des endiguements naturels par Ricardo J. Rocca